# Pablo Martínez
Pablo Martínez, né le 21 février 1989 à Orange (Vaucluse), est un footballeur franco-espagnol, de nationalité sportive française évoluant au poste de défenseur au RC Deportivo.

## Biographie
Né à Orange, Pablo Martínez grandit à Nîmes et enfant, découvre le football au Nîmes Olympique. Il y restera jusqu'à l'âge de 18 ans.

### Formation en Espagne
A l'âge de 18 ans, il a l'occasion de jouer au football en Espagne. Il quitte donc Nîmes pour évoluer au sein du club espagnol du RCD Majorque B de 2007 à 2009. 

### Carrière amateur
Il rejoint ensuite le club d'Uzès lors de l'été 2009. En 2010-2011, il joue au FC Martigues, puis de nouveau à Uzès à compter de l'été 2011.

### Débuts professionnels
En mai 2015, évoluant au Gazélec Ajaccio, il connait la joie de la montée en Ligue 1.
Le 21 juin 2016, il s'engage avec le Angers SCO pour trois ans. 
Le 21 juin 2017, il s'engage avec le Racing Club de Strasbourg pour deux ans. Le 5 août 2017 il est titulaire 90 minutes face à Lyon pour ses débuts avec le club alsacien. Le 30 mars 2019 il est titulaire et joue l'intégralité de la rencontre opposant Strasbourg à Guingamp en finale de la Coupe de la ligue (victoire de son équipe aux tirs au but).
Le 25 juin 2019, il s'engage libre de tout contrat avec le Nîmes Olympique pour trois ans et retrouve son club formateur.

## Style de jeu
Martínez possède la caractéristique de pouvoir évoluer aux postes de défenseur central et latéral gauche.

## Statistiques
| Saison                | Club                  | Championnat           | Championnat | Championnat | Championnat | Coupe nationale | Coupe nationale | Coupe nationale | Coupe de la Ligue | Coupe de la Ligue | Coupe de la Ligue | Total | Total | Total |
| Saison                | Club                  | Division              | M.          | B.          | P.d.        | M.              | B.              | P.d.            | M.                | B.                | P.d.              | M.    | B.    | P.d.  |
| 2010-2011             | Martigues             | CFA(C)                | 6           | 0           | 0           | 0               | 0               | 0               | 0                 | 0                 | 0                 | 6     | 0     | 0     |
| 2011-2012             | Uzès                  | CFA(C)                | 31          | 1           | 0           | 0               | 0               | 0               | 0                 | 0                 | 0                 | 31    | 1     | 0     |
| 2012-2013             | Uzès                  | National              | 32          | 1           | 0           | 0               | 0               | 0               | 0                 | 0                 | 0                 | 32    | 1     | 0     |
| 2013-2014             | GFC Ajaccio           | National              | 31          | 0           | 0           | 0               | 0               | 0               | 0                 | 0                 | 0                 | 31    | 0     | 0     |
| 2014-2015             | GFC Ajaccio           | Ligue 2               | 35          | 1           | 1           | 1               | 0               | 0               | 2                 | 0                 | 0                 | 38    | 1     | 1     |
| 2015-2016             | GFC Ajaccio           | Ligue 1               | 11          | 0           | 0           | 0               | 0               | 0               | 0                 | 0                 | 0                 | 11    | 0     | 0     |
| 2016-2017             | Angers SCO            | Ligue 1               | 9           | 0           | 0           | 4               | 0               | 0               | 0                 | 0                 | 0                 | 13    | 0     | 0     |
| 2017-2018             | RC Strasbourg         | Ligue 1               | 24          | 0           | 1           | 1               | 0               | 0               | 0                 | 0                 | 0                 | 25    | 0     | 1     |
| 2018-2019             | RC Strasbourg         | Ligue 1               | 28          | 2           | 1           | 0               | 0               | 0               | 6                 | 0                 | 0                 | 34    | 2     | 1     |
| Total sur la carrière | Total sur la carrière | Total sur la carrière | 176         | 5           | 3           | 6               | 0               | 0               | 8                 | 0                 | 0                 | 190   | 5     | 3     |

## Palmarès
- RC Strasbourg
  - Vainqueur de la Coupe de la Ligue en 2019.